# Büchenbronn (Pforzheim)
Büchenbronn ist ein südlicher Stadtteil von Pforzheim. Der Ort liegt im Nordschwarzwald zwischen Enz und Nagold.

## Eingemeindung
Die Eingemeindung von Büchenbronn nach Engelsbrand wurde im Jahr 1973 in einer Bürgerbefragung insbesondere durch die Bewohner von Salmbach und Engelsbrand abgelehnt. Büchenbronn entschied sich daraufhin für die Eingemeindung nach Pforzheim, die am 1. Januar 1974 erfolgte.

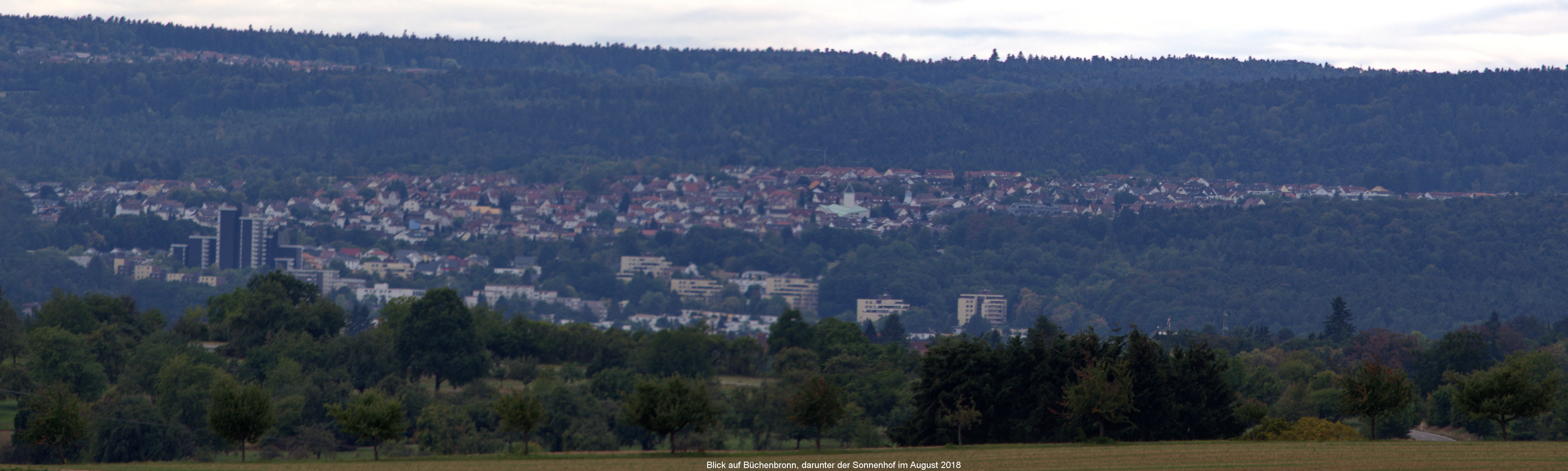
Blick auf Büchenbronn und dem darunter liegenden Sonnenhof

## Einrichtungen

### Verwaltung
- Ortsverwaltung
- Ortschaftsrat (zwölf Mitglieder)

### Schulen
- Waldschule (nur noch Grundschule, Hauptschule mangels Schülern geschlossen)
- Schiller-Gymnasium (privates Ganztagesgymnasium)

### Kindergärten
- Evangelischer Kindergarten der Kirchengemeinde Büchenbronn
- Städt. Kindertagesstätte Büchenbronn

### Kirchen
- Bergkirche (evangelisch)
- Heilig-Kreuz-Kirche (katholisch)
- Christusgemeinde (Freikirche)

## Sehenswürdigkeiten
- Büchenbronner Aussichtsturm
- Wildgehege beim Herrmannsee